# デイヴ・フォーリー
デイヴ・フォーリー（Dave Foley,  1963年1月4日 - ）は、カナダ出身の俳優、声優である。

## 来歴
1963年、カナダオンタリオ州のエトビコで生まれる。フォーリーを含め3人兄弟で、母親は主婦、父親はパイプ取り付けなどの技術者だった。高校を中退後、トロントにある即興コメディ集団セカンド・シティのトレーニングセンターに1年間在籍し、演劇やコメディについて学んだ。そこで後に俳優として活躍するケヴィン・マクドナルドと出会い、後にカナダで製作されたコメディシリーズ『The Kids in the Hall』の原型を作り上げた。同作品は後の1988年に同タイトルでカナダ国内で放送されフォーリーらもレギュラーとして出演した。それ以降、コメディ俳優として認知され始めたフォーリーはアメリカへも進出して様々なテレビシリーズや映画などでキャリアを積んでいく。1986年に『天使のウインク』というカナダ映画で映画デビューも果たしており、1998年にはピクサーが製作したCGアニメ映画『バグズ・ライフ』で主人公のアリ、フリックの声も担当している。現在もカナダ、アメリカ両国のテレビ番組や映画などへ出演し、順調にキャリアを重ねている。

### 私生活
1991年に最初の結婚をして2人の子供をもうけているが、1997年に離婚。その後、2002年に女優のCrissy Guerreroと再び結婚し1人の子供をもうけたが、2008年に離婚している。

## 出演作品

### 映画
- 天使のウインク High Stakes (1986)
- 続・赤毛のアン Anne of Green Gables: The Sequel (1987) ※テレビ映画
- Echoes in the Darkness (1987)
- スリーメン&ベビー 3 Men and a Baby (1987)
- いとしのパット君 It's Pat (1994)
- ブレイン・キャンディ Kids in the Hall: Brain Candy (1996)
- Mr. デーヴ The Wrong Guy (1997)
- Hacks (1997)
- タイムトラベラー きのうから来た恋人 Blast from the Past (1999)
- キルスティン・ダンストの大統領に気をつけろ! Dick (1999)
- What's Up, Peter Fuddy? (2001) ※テレビ映画
- モンキーボーン Monkeybone (2001)
- オンザライン/ 君をさがして On the Line (2001)
- ラン・ロニー・ラン Run Ronnie Run (2002)
- スウィンドル/ 強奪計画 $windle (2002)
- Stark Raving Mad (2002)
- Fancy Dancing (2002)
- クール・ボーダーズ Grind (2003)
- セレブな彼女の落とし方 My Boss's Daughter (2003)
- めざせ! スーパーの星 Employee of the Month (2004)
- Prom Queen: The Marc Hall Story (2004)
- インターン・アカデミー Intern Academy (2004)
- チャイルド・スター Childstar (2004)
- スカイ・ハイ Sky High (2005)
- カリフォルニア・フォリーミング Out of Omaha (2007)
- Netherbeast Incorporated (2007)
- L.A. ブルース LA Blues (2007)
- ポスタル Postal (2007)
- Coopers' Camera (2008)
- ザ・ストリップ The Strip (2009)
- SUCK Suck (2009)
- ほぼトワイライト Vampires Suck (2010)
- Making a Scene (2010)
- モンスター・トーナメント 世界最強怪物決定戦 Monster Brawl (2011)
- 6 Month Rule (2011)
- Last Call (2012)
- Call Me Crazy: A Five Film (2013) ※テレビ映画
- セカンド・アクト Second Act (2018)

### アニメ映画
- バグズ・ライフ A Bug's Life (1998)
- トイ・ストーリー2 Toy Story 2 (1999)
- カーズ Cars (2006)
- モンスターズ・ユニバーシティ Monsters University (2013)

### テレビシリーズ
- The Lawrenceville Stories (1985 - 1987)
- Mr. Show with Bob and David (1986)
- The Kids in the Hall (1988 - 1995)
- NewsRadio (1995 - 1999)
- フロム・ジ・アース/人類、月に立つ From the Earth to the Moon (1998)
- ベッカー Becker (2001)
- Odd Job Jack (2003)
- The King of Queens (2003)
- ふたりは友達? ウィル&グレイス Will % Grace (2004)
- ラスベガス Las Vegas (2005)
- Lovespring International (2006)
- Tom Goes to the Mayor (2006)
- Scrubs〜恋のお騒がせ病棟 Scrubs (2006, 2007)
- The New Adventures of Old Christine (2007 - 2009)
- Carpoolers (2008)
- ザ・プロテクター/狙われる証人たち In Plain Sight (2008)
- ブラザーズ&シスターズ Brothers & Sisters (2008)
- スターゲイト アトランティス Stargate: Atlantis (2008)
- True Jackson, VP (2009)
- Kids in the Hall: Death Comes to Town (2010)
- It's Always Sunny in Philadelphia (2010 - 2013)
- Hot in Cleveland (2010 - 2014)
- レバレッジ 〜詐欺師たちの流儀 Leverage (2010)
- デスパレートな妻たち Desperate Housewives (2010)
- ママと恋に落ちるまで How I Met Your Mother (2011)
- ステイ・フレンズ Friends with Benefits (2011)
- ユーリカ 〜事件です!カーター保安官〜 Eureka (2011)
- How to Be a Gentleman (2011 - 2012)
- Written by a Kid (2012)
- ザ・ミドル 中流家族のフツーの幸せ The Middle (2012 - 2014)
- Newsreaders (2013)
- Veep (2013)
- JUSTIFIED 俺の正義 Justified (2014)
- ファーゴ Fargo (2023)

### テレビアニメ
- Committed (2001)
- スクービー・ドゥー What's New, Scooby-Doo? (2002)
- リロ アンド スティッチ ザ・シリーズ Lilo & Stitch: The Series (2003)
- アニマル天国は今日も晴れ Father of the Pride (2005)
- バットマン The Batman (2007)
- The Temerity of Zim (2008)
- ウェイン&ラニー クリスマスを守れ! Prep & Landing (2009)
- パウンドパピー Pound Puppies (2011)
- ダンVS Dan Vs. (2011 - 2013)
- Unsupervised (2012)
- ロボット・チキン Robot Chicken (2013)

### ビデオゲーム
- A Bug's Life (1998)
- Fallout: New Vegas (2009)